# Stan Zadel
Stanley R. Zadel, detto Stan (Chicago, 8 aprile 1916 – Clear Lake, 21 ottobre 1982), è stato un cestista statunitense, professionista nella NBL.

## Carriera
Giocò per due stagioni nella NBL, disputando complessivamente 28 partite con 5,0 punti di media.